# Sojuz TMA-18

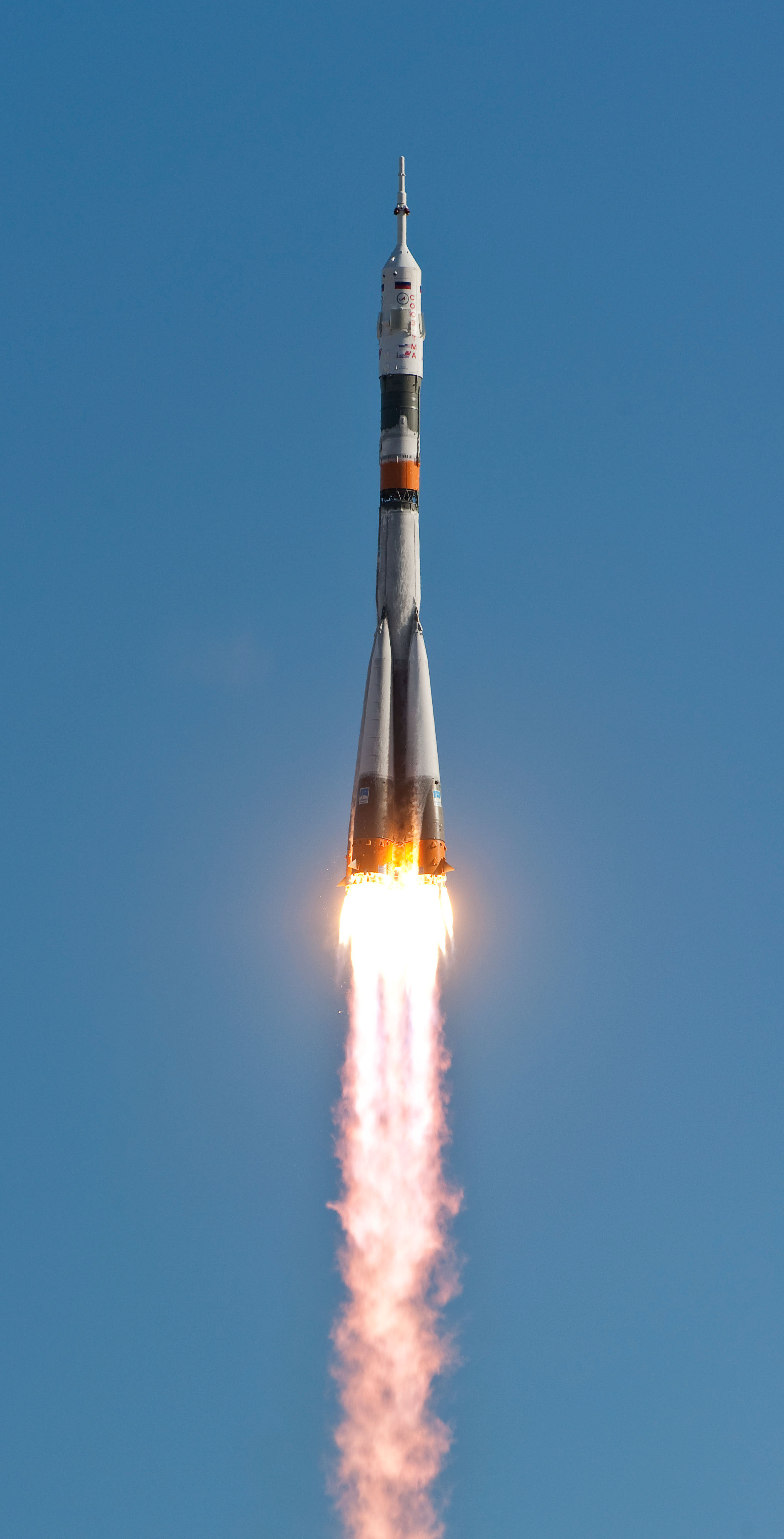
Sojuz TMA-18 al lancio

Sojuz TMA-18 è una missione del programma Sojuz diretta verso la Stazione spaziale internazionale, lanciata il 2 aprile, 2010.
La navetta trasporta i tre membri della Expedition 23 che abiteranno nella stazione spaziale. TMA-18 è il 105º volo con equipaggio della navetta Sojuz dal primo volo avvenuto nel 1967.
L'aggancio con la stazione spaziale è avvenuto il 4 aprile alle ore 5:25 UTC. La navetta è rimasta agganciata alla stazione per tutta la durata di Expedition 23, per essere utilizzata in caso di emergenza per abbandonare la stazione.
Le fasi di distacco e di atterraggio sono state ritardate per indagare possibili problemi nelle sezioni di collegamento fra la navetta e la stazione. La procedura, che marca la fine della Expedition 24, ha infine avuto luogo il 24 settembre 2010, alle ore 22:02 EDT. La navetta ha seguito una regolare traiettoria di rientro, per toccare terra alle 5:23 UTC, presso Arkalyk, in Kazakistan.

## Equipaggio
| Ruolo               | Equipaggio                                             | Equipaggio                                             |
| ------------------- | ------------------------------------------------------ | ------------------------------------------------------ |
| Comandante          | Aleksandr Skvorcov, Roscosmos Expedition 23 Primo volo | Aleksandr Skvorcov, Roscosmos Expedition 23 Primo volo |
| Ingegnere di volo 1 | Michail Kornienko, Roscosmos Expedition 23 Primo volo  | Michail Kornienko, Roscosmos Expedition 23 Primo volo  |
| Ingegnere di volo 2 | Tracy Caldwell Dyson, NASA Expedition 23 Secondo volo  | Tracy Caldwell Dyson, NASA Expedition 23 Secondo volo  |

### Equipaggio di riserva
| Ruolo               | Equipaggio                       | Equipaggio                       |
| ------------------- | -------------------------------- | -------------------------------- |
| Comandante          | Aleksandr Samokutjaev, Roscosmos | Aleksandr Samokutjaev, Roscosmos |
| Ingegnere di volo 1 | Andrej Borisenko, Roscosmos      | Andrej Borisenko, Roscosmos      |
| Ingegnere di volo 2 | Scott Kelly, NASA                | Scott Kelly, NASA                |